# Languriomorpha
Languriomorpha is een kevergeslacht uit de familie van de boktorren (Cerambycidae). De wetenschappelijke naam van het geslacht werd voor het eerst geldig gepubliceerd in 1925 door Fisher.

## Soorten
Languriomorpha is monotypisch en omvat slechts de volgende soort:
- Languriomorpha bicolor Fisher, 1925